# John Doeg
John Thomas Godfray Hope Doeg (n. 7 de diciembre de 1908 - 27 de abril de 1978) fue un tenista estadounidense recordado por conquistar el Campeonato Estadounidense de 1930 triunfando en la final sobre Frank Shields.
Nacido en la ciudad mexicana de Guaymas, Sonora, John se crio en California. Su juego era basado en su gran servicio y ataques constantes a la red. En 1930 dio la gran sorpresa con 22 años al derrotar en su camino al US Championships a Frank Hunter y en semifinales al primer favorito y 7 veces campeón Bill Tilden, en lo que fue el último partido de este en el torneo antes de convertirse en profesional. En ese partido Doeg conectó 27 aces. En la final derrotó a Shields en 4 disputados sets. Ese mismo año alcanzó las semifinales de Wimbledon en donde perdió ante el norteamericano Wilmer Allison. También participó ese año en el Equipo estadounidense de Copa Davis aunque sólo jugó encuentros con la serie ya definida ante México y Canadá.
Junto a George Lott alcanzó la final de dobles de Wimbledon en 1930 y fueron campeones del US Championships en 1929 y 1930. En 1962 fue incorporado al Salón Internacional de la Fama del tenis. Murió en Redding, California en 1978.

## Torneos de Grand Slam

### Campeón Individuales (1)
| Año  | Torneo                            | Oponente en la final | Resultado            |
| 1930 | US National Singles Championships | Francis Shields      | 10-8 1-6 6-4 1-6 6-4 |

### Campeón Dobles (2)
| Año  | Torneo                            | Pareja      | Oponentes en la final       | Resultado             |
| 1929 | US National Doubles Championships | George Lott | Berkeley Bell Lewis White   | 10-8 1-6 6-4 6-1      |
| 1930 | US National Doubles Championships | George Lott | Wilmer Allison John Van Ryn | 8-6 6-3 3-6 13-15 6-4 |

### Finalista Dobles (1)
| Año  | Torneo    | Pareja      | Oponentes en la final       | Resultado   |
| 1930 | Wimbledon | George Lott | Wilmer Allison John Van Ryn | 3-6 3-6 2-6 |